# Barbara Aigner
Barbara Aigner (Neunkirchen, 29 aprile 2005) è una sciatrice alpina austriaca ipovedente, che ha rappresentato l'Austria nello sci alpino paralimpico ai Giochi paralimpici invernali del 2022 a Pechino, vincitrice di una medaglia d'argento e una di bronzo.

## Biografia
La passione dei genitori per lo sci alpino ha spinto lei ei suoi quattro fratelli (di cui due sono i suoi gemelli Veronika e Johannes, anche loro con disabilità visiva, come la loro stessa madre Petra) ad imparare a sciare fin dalla tenera età.

## Carriera
Componente del club WSV Semmering, è allenata dall'allenatore della nazionale, Markus Gutenbrunner. Insieme al compagno di sci alpino Markus Salcher è stata la portabandiera dell'Austria alla cerimonia di apertura dei Giochi Paralimpici invernali del 2022 a Pechino. Ai Campionati mondiali del	2021/2022 a Lillehammer, Aigner ha vinto la medaglia d'oro nello slalom gigante con un tempo di 2:32.26. Nella classifica generale invece Barbara Aigner si piazzata quinta.
Alle Paralimpiadi invernali di Pechino del 2022, Aigner ha conquistato una medaglie d'argento e una di bronzo. Con il tempo di 1:33.24, insieme alla guida vedente Klara Sykora, Barbara Aigner è arrivata seconda nella gara di slalom speciale (sul podio, oro alla sorella Barbara Aigner in 1:31.53 e bronzo a Alexandra Rexová in 1:36.31) e terza in quella di slalom gigante, realizzando un tempo di 1:59.93 (prima la sorella Veronika Aigner con il tempo di 1:52.54 e seconda l'atleta cinese Daqing Zhu 1:59.85). Ai Mondiali di Espot 2023 ha vinto la medaglia d'argento nello slalom speciale e quella di bronzo nello slalom gigante.

## Palmarès

### Paralimpiadi
- 2 medaglie:
  - 1 argento (slalom speciale VI a Pechino 2022)
  - 1 bronzo (slalom gigante VI a Pechino 2022)

### Mondiali
- 3 medaglie:
  - 1 oro (slalom gigante a Lillehammer 2021)
  - 1 argento (slalom speciale a Espot 2023)
  - 1 bronzo (slalom gigante a Espot 2023)